# Foumbouni
Foumbouni je maleni gradić na otoku Grande Comore na Komorima. To je 30. grad po veličini na Komorima i 9. na Grande Comoreu.